# 郭彭飞
郭彭飞，中华人民共和国政治人物、全国脱贫攻坚先进个人。

## 生平
郭彭飞任土默特右旗将军尧镇武大城尧村驻村工作队队长兼第一书记，包头市林业和草原局办公室主任。因在脱贫攻坚战中作出突出贡献，2021年2月25日全国脱贫攻坚总结表彰大会上，郭彭飞被授予“全国脱贫攻坚先进个人”。